# Discografia di Jordan Rudess
La discografia di Jordan Rudess, tastierista rock progressivo statunitense attivo dagli anni settanta e noto soprattutto per la sua militanza in gruppi come Dixie Dregs, Dream Theater e Liquid Tension Experiment, è vasta. Essa si compone infatti di tredici album in studio, due album dal vivo e una raccolta, più una quattro singoli pubblicati a partire dal 1993. Tra le collaborazioni di spicco del musicista degne di nota sono quelle con John Petrucci, con Tony Levin e Marco Minnemann. 
Molto intensa è stata anche la sua attività di turnista, con Annie Haslam, Kip Winger e Steven Wilson, tra gli altri.

## Album

### Album in studio
| Anno | Titolo |
| ---- | --- |
| 1993 | Listen - Pubblicato: 1993 - Etichetta: Invincible Records - Formati: CD                                               |
| 1995 | Secrets of the Muse - Pubblicato: 11 giugno 1995 - Etichetta: Invincible Records - Formati: CD, download digitale     |
| 1999 | Resonance - Pubblicato: 1999 - Etichetta: Invincible Records - Formati: 2 CD, 3 CD, download digitale                 |
| 2000 | Feeding the Wheel - Pubblicato: 2000 - Etichetta: Magna Carta Records - Formati: CD, 2 CD, download digitale          |
| 2002 | Christmas Sky - Pubblicato: 16 aprile 2002 - Etichetta: Latter Rain - Formati: CD, download digitale                  |
| 2004 | Rhythm of Time - Pubblicato: 18 giugno 2004 - Etichetta: Radiant - Formati: CD, download digitale                     |
| 2007 | The Road Home - Pubblicato: 2007 - Etichetta: - Formati: CD, download digitale                                        |
| 2009 | Notes on a Dream - Pubblicato: 2009 - Etichetta: - Formati: CD, download digitale                                     |
| 2013 | All That Is Now - Pubblicato: 3 dicembre 2013 - Etichetta: - Formati: CD, download digitale                           |
| 2014 | Explorations - Pubblicato: 2014 - Etichetta: - Formati: CD                                                            |
| 2015 | The Unforgotten Path - Pubblicato: 15 agosto 2015 - Etichetta: - Formati: CD, download digitale                       |
| 2017 | Intersonic (con Steve Horelick) - Pubblicato: 2017 - Etichetta: Lazy Bones - Formati: CD, download digitale           |
| 2019 | Wired for Madness - Pubblicato: 19 aprile 2019 - Etichetta: Mascot Label Group - Formati: CD, 2 LP, download digitale |
| 2021 | A Chapter in Time - Pubblicato: 2021 - Etichetta: - Formati: CD, download digitale                                    |

### Album dal vivo
| Anno | Titolo |
| ---- | --- |
| 2000 | An Evening with John Petrucci & Jordan Rudess (con John Petrucci) - Pubblicato: 11 dicembre 2000 - Etichetta: Sound Mind Music - Formati: CD, download digitale |
| 2002 | 4NYC - Pubblicato: 2002 - Etichetta: - Formati: 2 CD, download digitale                                                                                         |

### Raccolte
| Anno | Titolo                                                   |
| ---- | -------------------------------------------------------- |
| 2006 | Prime Cuts - Pubblicato: 2006 - Etichetta: - Formati: CD |

## Singoli
- 2010 – Krump
- 2011 – Another One
- 2012 – Moves Like Jagger
- 2013 – Bad News Jitterbug

## Collaborazioni
- 1988 – Vinnie Moore – Time Odyssey
- 1989 – Tom Coster – Did Jah Miss Me?
- 1994 – Annie Haslam – Blessing in Disguise
- 1996 – Noirin Ni Riain – Celtic Soul
- 1997 – Kip Winger – This Conversation Seems Like a Dream
- 1999 – Rhonda Larson – Free as a Bird
- 1999 – Jupiter – Jupiter Project
- 2000 – Paul Winter and The Earth Band – Journey with the Sun
- 2001 – Scott McGill – Addition by Subtraction
- 2001 – Prefab Sprout – The Gunman and Other Stories
- 2002 – David Bowie – Heathen
- 2003 – Jupiter – Echo and Art
- 2005 – Neal Morse – ?
- 2006 – Neil Zaza – When Gravity Fails
- 2008 – Ricky García – Let Sleeping Dogs Lie
- 2008 – Steven Wilson – Insurgentes (in Veneno para las hadas, No Twilight within the Courts of the Sun e Twilight Coda)
- 2011 – Steven Wilson – Grace for Drowning (in Grace for Drowning, Deform to Form a Star e Raider II)
- 2013 – Ayreon – The Theory of Everything (in Progressive Waves)
- 2016 – Virtual Symmetry – Message from Eternity (in Program Error (We Are the Virus))
- 2019 – Richard Henshall – The Cocoon (in Twisted Shadows)
- 2020 – Virtual Symmetry – Exoverse (in Entropia, Safe e Exoverse)